# Ulrik Frederik Anton de Schouboe
 Der er for få eller ingen kildehenvisninger i denne artikel, hvilket er et problem. Du kan hjælpe ved at angive troværdige kilder til de påstande, som fremføres i artiklen.

Ulrik Frederik Anton de Schouboe (5. juni 1782 i Bergen – 18. december 1863 i Christiania) var en norsk statssekretær, bror til Oluf Borch de Schouboe.
Han var søn af Christian de Schouboe, blev student 1801 og juridisk kandidat 1804, hvorefter han fra 1807 i nogle år beklædte forskellige underordnede stillinger i Danske Kancelli og i 1809 udnævntes til hofjunker samt 1811 til kammerjunker. I 1810 blev han konstitueret assessor i Københavns Søret og kom 2 år senere til Norge, hvor han udnævntes til sin broders efterfølger som amtmand i Stavanger Amt, hvorfra han 1814 forflyttedes til Lister og Mandals Amt; dette amt byttede han i 1815 med broderen og overtog da selv Nedenæs og Råbyggelagets Amt, hvor han forblev, indtil han 17. januar 1837 udnævntes til statssekretær og dermed forflyttedes til Christiania. I denne stilling stod han længe, og i de senere år klagedes der over, at den gamle mand ikke længere kunne vise den tilstrækkelige nøjagtighed ved udfærdigelsen af de under Statssekretariatet henhørende ekspeditioner. Han fik da anmodning om at indlevere sin ansøgning om afsked, hvilken han erholdt 31. august 1859. Han døde i Christiania 18. december 1863. Schouboe ægtede i 1812 en søster af sin broders hustru, Ottilie Christopherine Jacobine von Munthe af Morgenstierne (1787-1829), datter af stiftamtmand Caspar Wilhelm von Munthe af Morgenstierne.